# 藤丸敏
藤丸 敏（ふじまる さとし、1960年1月19日 - ）は、日本の政治家。自由民主党所属の衆議院議員（5期）、衆議院厚生労働委員長。
内閣府副大臣、内閣府大臣政務官・防衛大臣政務官等を歴任。

## 来歴
福岡県山門郡瀬高町上庄（現みやま市）生まれ。瀬高町立上庄小学校、瀬高町立瀬高中学校、福岡県立山門高等学校卒業後、1年間の浪人生活を経て、東京学芸大学教育学部に入学。在学中の1980年から古賀誠衆議院議員の下で書生秘書を務める。
1985年、東京学芸大学教育学部を卒業し、同大学院で学ぶ傍ら、同年から立正大学付属立正中学校・高等学校で、1987年から本郷中学校・高等学校で社会科の非常勤講師を務めた。大学院は1988年に中退し、1996年より古賀誠の秘書を務める。2010年には、古賀の公設第一秘書に就任した。
衆議院解散翌日の2012年11月7日、古賀は大牟田市のホテルで記者会見し、第46回衆議院議員総選挙への立候補を見送る意向を表明。古賀から後継指名を受け、福岡7区から自由民主党公認で出馬し、同じく古賀の元秘書である民主党前職の野田国義を破り、初当選した。
2014年の第47回衆議院議員総選挙に福岡7区から自民党公認で出馬。前回の総選挙で藤丸に敗れた野田国義は、2013年の第23回参議院議員通常選挙に福岡県選挙区から出馬して当選したため、民主党は7区に候補者を擁立できず、藤丸が日本共産党の候補を破り、7割を超える得票率で再選。
2015年、第3次安倍第1次改造内閣で内閣府大臣政務官ならびに防衛大臣政務官に任命された。2017年8月25日、自民党の有志議員による勉強会「日本の明日を創る会」の立ち上げにあたっては、同会の呼びかけ人を務めたものの、同日開かれた初回会合には欠席した。なお同会には、8月3日に発足した第3次安倍第3次改造内閣において、当選回数は入閣適齢期ながら処遇されなかった竹本直一や山本拓、平沢勝栄や、安倍晋三首相への批判を強める石破茂や古賀誠の側近議員らが多く参加した。同年の第48回衆議院議員総選挙に福岡7区から自民党公認で出馬し、希望の党の新人候補らを破り3選。
2021年10月31日の第49回衆議院議員総選挙で立憲民主党の新人候補を破り4選。
2022年8月12日、第2次岸田第1次改造内閣で内閣府副大臣（内閣府の金融に関する事務、経済財政政策、税制調査会、公益社団法人及び公益財団法人に関する事務、日本学術会議に関する事務を担当。経済再生、新しい資本主義、新型インフルエンザ等対策特別措置法、新型コロナウイルス感染症対策、健康危機管理、TPPに関する総合調整、日EU・EPA、日米貿易協定の国内対策に関する総合調整、海外ビジネス投資支援に関する事務などを補佐）に任命された。
2024年9月12日、自民党総裁選挙が告示され、旧岸田派からは林芳正と上川陽子の2人が立候補した。投票日前日の9月26日22時半頃、産経新聞は、麻生太郎が1回目の投票から高市早苗を支援するよう自派閥の議員に指示を出したとスクープした。9月27日朝、岸田文雄首相は高市が決選投票に残る可能性が高いと踏み、「決選は高市氏以外。党員票が多い方に投じてほしい」と旧岸田派のメンバーに一気に指示を下ろした。高市は1回目の議員投票で、報道各社の事前調査での30～40票を大きく上回る72票を獲得した。党員数と合わせた得票数は1位だったが、決選投票で石破茂に敗れた。藤丸は決選投票では石破に投じた。
2024年10月27日の第50回衆議院議員総選挙で立憲民主党の新人候補らを破り5選。同年11月28日、衆議院厚生労働委員長に就任。

## 政策・主張
- 9条を含む日本国憲法の改正に賛成[18]。しかし、2022年4月10日に福岡県久留米市で行われた古賀誠の講演会である「古賀誠先生と語る会～政治家の一分、憲法９条は世界遺産～」において、「憲法９条を改正してはならない」と発言している。
- 同じく上記の講演会において、「将来的には国連のみが軍隊を持つべきである」と発言している。
- 憲法への緊急事態条項の創設に賛成[18]。
- 参議院議員通常選挙で隣接する県を一つの選挙区にする「合区」をなくすための憲法改正に反対[18]。
- 原子力発電は日本に「必要だ」としている[18]。
- 日本の核武装について「将来にわたって検討すべきでない」としており、非核三原則の「持ち込ませず」の部分についても「議論する必要はない」としている[18]。
- カジノの解禁に賛成[18]。
- 女性宮家の創設に賛成[18]。
- 「消費税0％の検討」を掲げた『国民を守るための「真水100兆円」令和2年度第2次補正予算に向けた提言』に賛同している[19]。

## 不祥事

### 防衛大臣政務官在任中の失言
防衛大臣政務官在任中の2016年3月28日に佐賀市で講演し、「簡単に戦争にはならない。最悪のことがあっても基本的に首都をたたく」「危険度は増すことは多少はあるかもしれない」などと述べたほか、政府内でも「地元（佐賀県）の了解が得られないであろう」と認識されていた佐賀空港へのオスプレイの配備について「6月議会で（佐賀県議会が）決めて下さい」と、佐賀県が諾否を判断する期限を区切ることを求めるかのような発言を行った。4月7日の衆議院総務委員会において、日本共産党の田村貴昭からこれらの発言や、防衛省が詳細を公表していない施設等関連予算（約106億円）の内訳についても講演で説明していたことを追及され、1月の参議院予算委員会における「（オスプレイ配備について）地元の了解は得られていないと認識している」という安倍晋三首相の答弁と「（認識は）同じ」であり、諾否の期限については「国会議員として希望を言った」と釈明するとともに、「政務官としてうかつだった」と陳謝した。また同じ講演で、北朝鮮が2月7日に発射した弾道ミサイルを自衛隊のレーダーが探知した時刻（非公開のデータ）や、自衛隊の具体的な迎撃態勢についても説明しており、これらの発言についても陳謝した。

### タワマン不倫
2017年7月、藤丸が愛人と犬の散歩をした後、一緒に超高層マンションへ入っていく姿を写真週刊誌に報道された。記者から不倫関係について問われた藤丸は、妻とは2000年から離婚を前提とした別居をしていると語り、「離婚が成立すれば結婚するつもりです」と述べている。

## 所属団体・議員連盟
- 自民党たばこ議員連盟[24]
- TPP交渉における国益を守り抜く会

## 選挙歴
| 当落 | 選挙                   | 執行日         | 年齢 | 選挙区      | 政党       | 得票数    | 得票率 | 定数 | 得票順位 /候補者数 | 政党内比例順位 /政党当選者数 |
| ---- | ---------------------- | -------------- | ---- | ----------- | ---------- | --------- | ------ | ---- | ------------------ | ---------------------------- |
| 当   | 第46回衆議院議員総選挙 | 2012年12月16日 | 52   | 福岡県第7区 | 自由民主党 | 9万6172票 | 53.60% | 1    | 1/4                | /                            |
| 当   | 第47回衆議院議員総選挙 | 2014年12月14日 | 54   | 福岡県第7区 | 自由民主党 | 9万5796票 | 70.54% | 1    | 1/2                | /                            |
| 当   | 第48回衆議院議員総選挙 | 2017年10月22日 | 57   | 福岡県第7区 | 自由民主党 | 9万1477票 | 57.31% | 1    | 1/3                | /                            |
| 当   | 第49回衆議院議員総選挙 | 2021年10月31日 | 61   | 福岡県第7区 | 自由民主党 | 9万2233票 | 62.30% | 1    | 1/2                | /                            |
| 当   | 第50回衆議院議員総選挙 | 2024年10月27日 | 64   | 福岡県第7区 | 自由民主党 | 7万9029票 | 56.95% | 1    | 1/3                | /                            |